# Psicologia das multidões

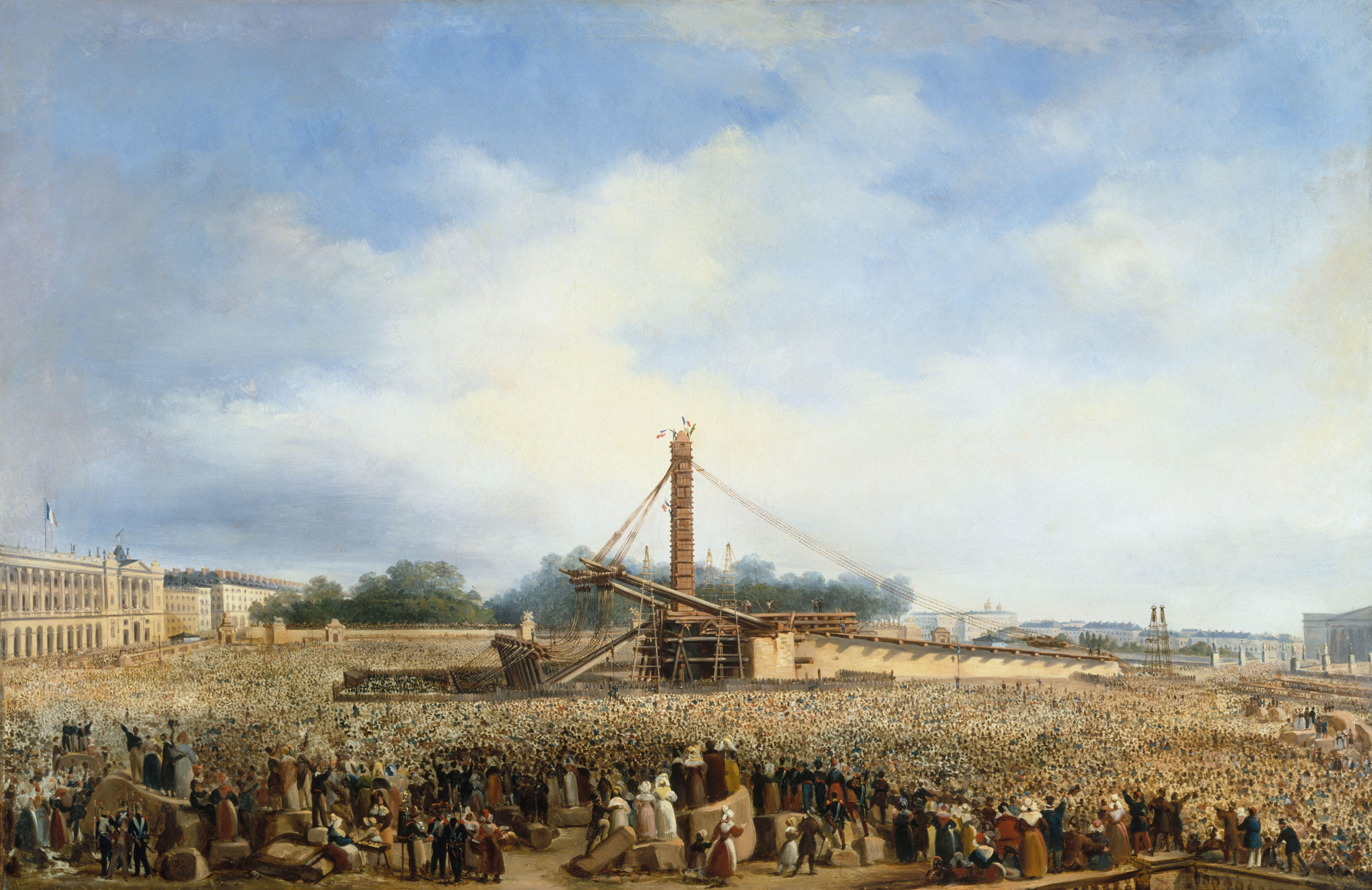
Ereção do Obelisco de Luxor na Praça da Concórdia

Psicologia das multidões ou psicologia das massas é um ramo da psicologia social cujo objetivo é estudar as características do comportamento de indivíduos dentro de multidões.
De acordo com sua teoria, em uma multidão, o senso de universalidade de comportamento e o enfraquecimento de responsabilidade individual influenciam fortemente o comportamento coletivo emergente à medida que o número de pessoas no grupo cresce.
Por isso, este campo abrange não apenas o estudo do comportamento individual de membros em uma multidão, mas também o comportamento da multidão como uma entidade única.

## Introdução
Nas abordagens clássicas da psicologia das multidões, teóricos focavam nos fenômenos negativos emergentes de agrupamentos de massa, tais como a rápida disseminação do nazismo e do fascismo, e bolhas especulativas.
Na obra Memorando de Extraordinários Engodos Populares e a Loucura das Multidões de 1841, o jornalista escocês Charles Mackay explora o lado ridículo de fenômenos de massa, e das influências negativas da política e da religião na sociedade.
Na obra A Multidão: Um Estudo da Mente Popular, o polímata Gustavo Le Bon aponta impulsividade, incapacidade de raciocínio e ausência de senso crítico como características intrínsecas de multidões.[carece de fontes?]
Similarmente, o sociólogo Gabriel Tarde e neurologista Sigmund Freud propõem teorias para explicar como o comportamento de um indivíduo se manifesta negativamente na presença de grandes grupos de pessoas.
Na literatura atual, diversos estudos também constatam e criticam problemas sociais causados por fenômenos de massa ainda presentes na sociedade.
Com a difusão da internet, e devido aos problemas contemporâneos de fake news e de manipulação em massa nas mídias sociais, a psicologia das multidões tem sido um grande objeto de pesquisa recente.
A cientista política especialista em democracia inclusiva Lorelei Kelly sugere que mídias sociais são uma ameaça para a democracia.
Um recente trabalho proposto por pesquisadores da Universidade de Indiana indica que humanos conectados por redes sociais são vulneráveis à manipulação por meio de mecanismos automatizados de difusão de desinformação.
Contrariamente, outros autores contemporâneos buscam examinar impactos positivos que agrupamentos sociais podem apresentar.
O especialista em comportamento coletivo Steve Reicher sugere que multidões não necessariamente apresentam comportamentos emergentes baseados na falta de controle e violência.
Ao invés disso, ele afirma que em uma multidão, de maneira geral, as pessoas compartilham uma mesma identidade social, cujas normas podem ser passivas ou conflituosas.
Em 2004, o jornalista americano James Surowiecki publicou o livro Sabedoria das Multidões, no qual
ele alega que um grupo de pessoas pode ser mais inteligente do que o indivíduo mais inteligente do grupo.
Nesta obra, James também aponta características imprescindíveis nas interações sociais de multidões a fim de fomentar a inteligência coletiva emergente, e evitar fenômenos de massa.

## Abordagens teóricas

### Teoria do contágio
A teoria do contágio, formulada por Gustavo Le Bon, afirma que multidões exercem uma influência hipnótica sobre seus membros.
Protegidos por anonimidade, as pessoas abandonam sua responsabilidade individual e cedem às emoções contagiosas da massa.
Assim, a multidão assume vida própria, agitando emoções e conduzindo pessoas para irracionalidade, ou até para mesmo ações violentas.
Embora antiga, esta teoria ainda é amplamente aceita por pessoas fora do campo da sociologia.
No entanto, críticos argumentam que tal "mente coletiva" não foi documentada por estudos sistemáticos.
Além disso, embora o comportamento coletivo possa envolver emoções extremas, tais sentimentos não são necessariamente irracionais.
Posteriormente, a teoria de Le Bon foi reformulada por Robert Park, de maneira mais pragmática e racional.
De acordo com ele, as interações sociais se fortalecem quando as pessoas experienciam estresse, de maneira que ações e pensamentos são afetados pelos membros do grupo, e os indivíduos tendem a refletir o comportamento coletivamente.
Qualquer pessoa pode agir como líder do grupo por meio de ações autoritárias, e esta posição pode variar de acordo com a situação.
Membros da multidão tendem a seguir o líder instintivamente.

### Teoria freudiana
A teoria Freudiana do comportamento de massas afirma que, quando uma pessoa se torna membro de uma multidão, sua mente inconsciente é liberta.
Isso acontece porque as restrições do superego, o núcleo moral da consciência, são relaxadas, enfraquecidas.
O indivíduo, então, tende a seguir o líder carismático da massa.
O controle do ego sobre os impulsos produzidos pelo id diminui, e os instinto normalmente confinado em sua personalidade vêm à tona.
Deste modo, a multidão fornece uma libertação momentânea de desejos reprimidos.
Apesar da teoria de Sigmund Freud ser útil para explicar comportamento de massas, argumenta-se que ela não é fundada em observação factual.
Em alguns casos, massas podem ser a manifestação de desejos reprimidos, mas isso não é verdade para todas as multidões.

### Teoria da convergência
Proposta por F. H. Allport, a teoria da convergência explica o comportamento de massas a partir do princípio da facilitação social.
De acordo com este princípio, dados dois indivíduos com um mesmo estímulo externo, o fato de um indivíduo perceber o outro respondendo a este impulso influencia e eleva sua resposta a este mesmo estímulo.
Allport também usa o conceito de impressão de universalidade para explicar a tendência dos indivíduos em adotar a moralidade da massa.
Ainda em seu modelo, um grupo de humanos se forma com o objetivo de realizar atividades deliberadas, enquanto que multidões são dirigidas por motivos mais primitivos e prepotentes.
Porém, em sua teoria, Allport sugere que o comportamento do indivíduo não é irracional, ilegal ou contra valores básicos humanos.
Por este motivo, críticos reportam que esta teoria exclui o determinismo social do ser e da ação, e que as ações de uma multidão partem das intenções de cada indivíduo.

### Teoria da norma emergente
A teoria da norma emergente afirma que o comportamento não-tradicional, tal como aquele associado à ação coletiva, se desenvolve em multidões como resultado da emergência de novas normas comportamentais em resposta a crises precipitantes.
Esta teoria sugere que as massas se formam em meio a crises que forçam seus membros a abandonarem concepções prévias sobre comportamento apropriado, em prol da busca por novas maneiras de agir.
Quando uma multidão se forma, não há norma particular governando o comportamento da massa, e não há líder.
Porém, a multidão foca naqueles que agem de maneira distinta - e essa distinção é tomada como a nova norma para o comportamento da massa.
À medida que esta nova norma se institucionaliza dentro da multidão, a pressão por conformidade e a pressão contra o desvio se desenvolvem, e descontentamento é mitigado.
Há duas principais vertentes de críticas em relação à teoria da norma emergente.
Uma delas, proposta por Steve Reicher em 1987, sugere que as normas presentes uma multidão já são naturalmente trazidas pelos seus indivíduos.
Na outra vertente, considera-se que o todo comportamento social resulta na renegociação de normas sociais, e que a chamada norma emergente é criada através de longos processos de planejamento racional, ao invés de interação social.

### Teoria da identidade social
A teoria da identidade social foi formulada por Henri Tajfel e John Turner nos anos 1970 e 1980, e foi posteriormente fundada por experimentos nos anos seguintes.
Com o propósito de explicar a ação de multidões, o aspecto mais significativo da teoria da identidade social é o seu desenvolvimento através da teoria da auto-categorização.
A tradição da identidade social assume que as massas são formadas por múltiplas identidades, e constituem sistemas complexos, ao invés de um sistema unitário, uniforme.
Esta teoria destaca a distinção entre identidade pessoal, que se refere a características únicas de um indivíduo, e a identidade social, que se refere ao auto-entendimento de um indivíduo como membro de uma determinada categoria social.
Embora tais termos possam ser ambíguos, é importante salientar que todas as identidades são sociais no sentido de definir uma pessoa em termos de relações sociais.
Estes termos são utilizados em diferentes graus de abstração.
A teoria da identidade social também menciona que categorias sociais são fortemente associadas a tradições ideológicas, como o catolicismo e o islamismo.
Em alguns casos, identidades sociais podem ser ainda mais importantes do que a sobrevivência biológica do indivíduo.
Por exemplo, é óbvio notar que pessoas podem não apenas matar, mas também morrer por variados tipos de fé - seja política, religiosa ou nacionalista.
Talvez, o ponto mais importante desta teoria é que a identidade social é o que conecta e aproxima os membros de uma multidão.

### Teoria dos sistemas adaptativos complexos
De acordo com a teoria do pesquisador holandês Jaap van Ginneken, contagio, convergência e normas emergentes são apenas exemplos de sinergia, emergência e auto-criação de padrões e novas entidades, típicos da meta-categoria recentemente descoberta de sistemas adaptativos complexos.[carece de fontes?]